# Nationale Tenniskampioenschappen
De Nationale Tenniskampioenschappen (NTK) was een jaarlijks Nederlands tennistoernooi met als inzet de nationale titel. De eerste editie vond plaats in 1899, de laatste in 2012. Behalve wedstrijden in het enkel- en dubbelspel voor senioren vinden er ook kampioenschappen plaats voor junioren, voor veteranen en in latere edities voor rolstoeltennissers.
Ricoh was van 2006 tot en met 2012 sponsor van het evenement. De officiële naam was in deze jaren Ricoh Nationale Tennis Kampioenschappen.

## Historie
Een eerste, officieus kampioenschap vond reeds plaats in 1888, toen in Wijk aan Zee een zogenoemd championat werd gehouden. Na de oprichting van de Nederlandse Lawn Tennis Bond in 1899 is ook het eerste officiële kampioenschap een feit. Karel Beukema, die in 1898 het championat in Wijk aan Zee al op zijn naam had geschreven, was de eerste kampioen in het enkelspel voor heren. Doordat sport in deze jaren nog niet algemeen aanvaard is, speelden met name in de eerste jaren van het kampioenschap verschillende tennissers onder schuilnamen. Zo noemde Beukema zichzelf K.W. Adriaan, speelde Carel ridder van Rappard onder de naam S.P. Eler en verscheen Anthonie van Aken, de kampioene bij de dames, onder de naam A.N. Thonie op de deelnemerslijsten.
Het toernooi vond enkele tientallen jaren plaats op de Mets Tennisbanen in Scheveningen. Sinds 1987 wijzigde de locatie regelmatig. Wegens een drukke en meer lucratieve internationale tennisagenda namen de nationale toppers onder de tennissers sinds ongeveer 1990 niet meer deel aan het toernooi. Het kampioenschap was daardoor vooral een strijd tussen de nationale subtop en aanstormende, jeugdige talenten.
De titel van nationaal kampioen wordt vanaf 2013 verbonden aan de winnaars van het Lotto NK Tennis, een toernooi dat vanaf 1987 bestond onder de naam KNLTB Tennis Masters. In plaats van in augustus op gravel wordt er bij de Masters in december indoor gespeeld in het Topsportcentrum Rotterdam.